# McKinley (Minnesota)
McKinley es una ciudad ubicada en el condado de St. Louis en el estado estadounidense de Minnesota. En el Censo de 2010 tenía una población de 128 habitantes y una densidad poblacional de 30,77 personas por km².

## Geografía
McKinley se encuentra ubicada en las coordenadas 47°30′31″N 92°24′22″O / 47.50861, -92.40611. Según la Oficina del Censo de los Estados Unidos, McKinley tiene una superficie total de 4.16 km², de la cual 3.79 km² corresponden a tierra firme y (8.9%) 0.37 km² es agua.

## Demografía
Según el censo de 2010, había 128 personas residiendo en McKinley. La densidad de población era de 30,77 hab./km². De los 128 habitantes, McKinley estaba compuesto por el 93.75% blancos, el 0% eran afroamericanos, el 0% eran amerindios, el 0% eran asiáticos, el 0% eran isleños del Pacífico, el 4.69% eran de otras razas y el 1.56% pertenecían a dos o más razas. Del total de la población el 6.25% eran hispanos o latinos de cualquier raza.